# Клук, Фрида
Элфриде Хиллегонда (Фрида) Клук (нидерл. Elfriede Hillegonda "Frieda" Kloek; род. 21 июня 1939, Амстердам) — нидерландская баскетболистка, завершившая игровую карьеру, выступала за баскетбольный клуб AMVJ и сборную Нидерландов. 
Участница чемпионата Европы 1960 года в Болгарии.

## Спортивная карьера
Клук выступала за баскетбольный клуб AMVJ из Амстердама. В мае 1960 года она попала в заявку сборной Нидерландов на чемпионат Европы в Болгарию. На турнире Фрида сыграла три матча, набрав в общей сложности восемь очков. Её команда не смогла выйти из группы, заняв последнее пятое место. 
В 1961 году в составе своего клуба она выиграла чемпионат Нидерландов. В апреле 1962 года во время матча Фрида потеряла сознание и в результате падения получила сотрясение мозга. В том же году она завершила карьеру.

## Личная жизнь
Фрида родилась в июне 1939 года в Амстердаме. Отец — Албертюс Клук, был родом из Амстердама, мать — Геске Роллема, родилась в Леувардене. Она была первым ребёнком в семье из двух детей — в августе 1944 года родился её младший брат Албертюс. Родным братом её отца был писатель Долф Клук.
Фрида вышла замуж за футболиста Вима ван дер Верфа, уроженца Роттердама, который выступал за амстердамский «Аякс». Их брак был зарегистрирован 27 ноября 1962 года. У них двое детей — сын и дочь. Первенец Марк Эдвин родился в 1963 году в Амстердаме, а дочь Мишеле Манон появилась на свет в Мейдрехте в 1965 году.